# 逢野まや
逢野 まや（おおの まや、1980年4月23日 - ）は、日本のAV女優。趣味はショッピング。 

## 略歴
栃木県出身。1999年、宇宙企画から『はつ恋』でAVデビューした。

## 出演作品
- はつ恋（1999年8月29日、宇宙企画）
- 性春のキュート（1999年9月24日、宇宙企画）
- 愛奴ソナチネ（1999年10月17日、宇宙企画）
- 宇宙企画DX120分スペシャル 3（2000年1月29日、宇宙企画）他9名出演
- 裏宇宙企画BLACK（2001年6月22日、宇宙企画）他9名出演
- 宇宙企画メモリアル 逢野まや（2005年5月13日、宇宙企画）「はつ恋」、「性春のキュート」、「愛奴ソナチネ」を収録。

## 雑誌
- 純情エンジェル 1999年11月号
- LEMON press 1999年12月号